# 션 (가수)
션(Sean, 본명: 션 노, 1972년 10월 10일 ~ )은 힙합 그룹 지누션에 속한 한국계 미국인(2001년 시민권 취득) 래퍼이다.
현재는 31만 구독자를 보유한 유튜브 채널 "션과 함께"를 운영하고 있다.

## 대표작
- 말해줘 (1집, 1997)
- Gasoline (1집, 1997)
- 태권V (2집, 1999)
- A-Yo! (3집, 2001)
- 전화번호 (4집, 2004)
- 한번 더 말해줘 (디지털 싱글, 2015)

### 음반
- 1집 지누션 (Jinusean)
- 1.5집 더 리얼 (The Real)
- 2집 지누션 2탄
- 3집 더 레인 (The Reign)
- 4집 놀아보세
- 디지털 싱글 한번 더 말해줘

## 광고
- 2009년 공익광고 《대한민국 1,000명에게 물었습니다》 CF
- 2010년 경동나비엔 CF
- 2010년 LG 전자 헬스케어 정수기 CF
- 2013년 동국제약 《마데카솔》 CF
- 2014년 굽네치킨 《고추 바사삭 치킨》 CF

## 공연
- 1997년 SK텔레콤 《1997 삐삐 스피드 012 콘서트》
- 1997년 현대자동차 《1997 환경콘서트》
- 1999년 SBS 현대오일뱅크 《1999 드림콘서트》

## 방송 출연
- 1997년 KBS1 《TV는 사랑을 싣고》
- 2015년 KBS2 《우리동네 예체능》
- 2015년 JTBC 《냉장고를 부탁해》
- 2015년 Mnet 《Show Me The Money 4》 - 심사위원 (프로듀서)
- 2015년 JTBC 《김제동의 톡투유 - 걱정 말아요! 그대》
- 2017년 MBC 《은밀하게 위대하게》
- 2020년 KBS2 《해피투게더》
- 2020년 tvN 《핑거게임》
- 2020년 SBS 《김병만의 정글의 법칙 헝거게임》
- 2023년 JTBC 《차이나는 클라스 위대한 질문》
- 2023년 채널A 《신랑수업》 - 심형탁♥︎사야 편 VCR 출연
- 2024년 TV CHOSUN 《조선의 사랑꾼》 - 줄리엔강♥︎제이제이 편 VCR 출연
- 2024년 TV CHOSUN 《TV조선 뉴스 9》 - 인터뷰 (8월 16일)
- 2024년 MBC 《라디오스타》
- 2024년 SBS SBS 사장배 미니 축구대회 《골 때리는 그녀들》FC아나콘다 응원석 등장
- 2025년 SBS SBS 사장배 미니 축구대회 《골 때리는 그녀들》한일전 한국팀 응원석 등장

## 수상
- 제30회 일가상 (부인 정혜영과 공동 수상)

## 기타 경력
- 2011년 푸르메재단 홍보대사
- 2012년 서울시 홍보대사
- 2015년 한국뉴욕주립대학교 비전나눔 대사
- 2016년 인천국제공항 명예홍보대사
- 2016년 대한장애인체육회 홍보대사
- 2017년 평창 올림픽·패럴림픽 홍보대사
- 2022년 은총이와 함께하는 히어로 레이스 기부 마라톤 대회 홍보대사 (국제구호개발 NGO 굿피플)